# ベティ・ホワイト
ベティ・マリオン・ホワイト（Betty Marion White, 1922年1月17日 - 2021年12月31日）は、アメリカ合衆国の女優。ゴールデン・ガールズのローズ・ナイランドで知られる。エミー賞を7回受賞している。

## 人物
ベティ・ホワイトは1922年1月17日イリノイ州オークパークにて誕生した。母は主婦、父は第一次世界大戦の退役軍人で旅回りのセールスマン兼電気技師。母はギリシャ人・イングランド人・ウェールズ人の血を、父はデンマーク人とイングランド人の血をひき、両親とも母はカナダ人である。大恐慌の際、ホワイト一家はロサンゼルスに移り、ベティはホーレス・マン高校(en:Horace Mann School)から同州ビバリーヒルズにあるビバリーヒルズ高校(en:Beverly Hills High School)へ転校、卒業の3か月後に俳優の道へ進んだ。
1952年にテレビ番組制作会社を設立、エミー賞コメディー部門主演女優賞を受けた「Life With Elizabeth」はプロデューサーとしても初の番組であった。自らの名前を冠した番組の主演と制作者を兼ねる女性の先例として、他にガートルード・バーグ (Gertrude Berg) がある。この受賞ならびに女性初のシットコム制作者だったことにより、1955年、ハリウッド名誉市長に選ばれている。
2021年12月31日、自宅にて死去。99歳没。
存命中はTVキャリア最長女性エンターテイナーのギネス世界記録保持者であった。因みに男性としてはブルース・フォーサイスがギネス世界記録であった。

### クイズの女王
テレビのクイズ番組にレギュラー出演を重ねて1950年代から60年代の「クイズの女王」(First Lady of Game Shows)と呼ばれ、また1983年に選ばれたデイタイム・エミー賞部門賞は初の女性司会者の受賞だった。
- Password
- What's My Line
- To Tell the Truth
- Match Game
- The $25,000 Pyramid
- Just Men! - エミー賞(1983年)

## 受賞歴

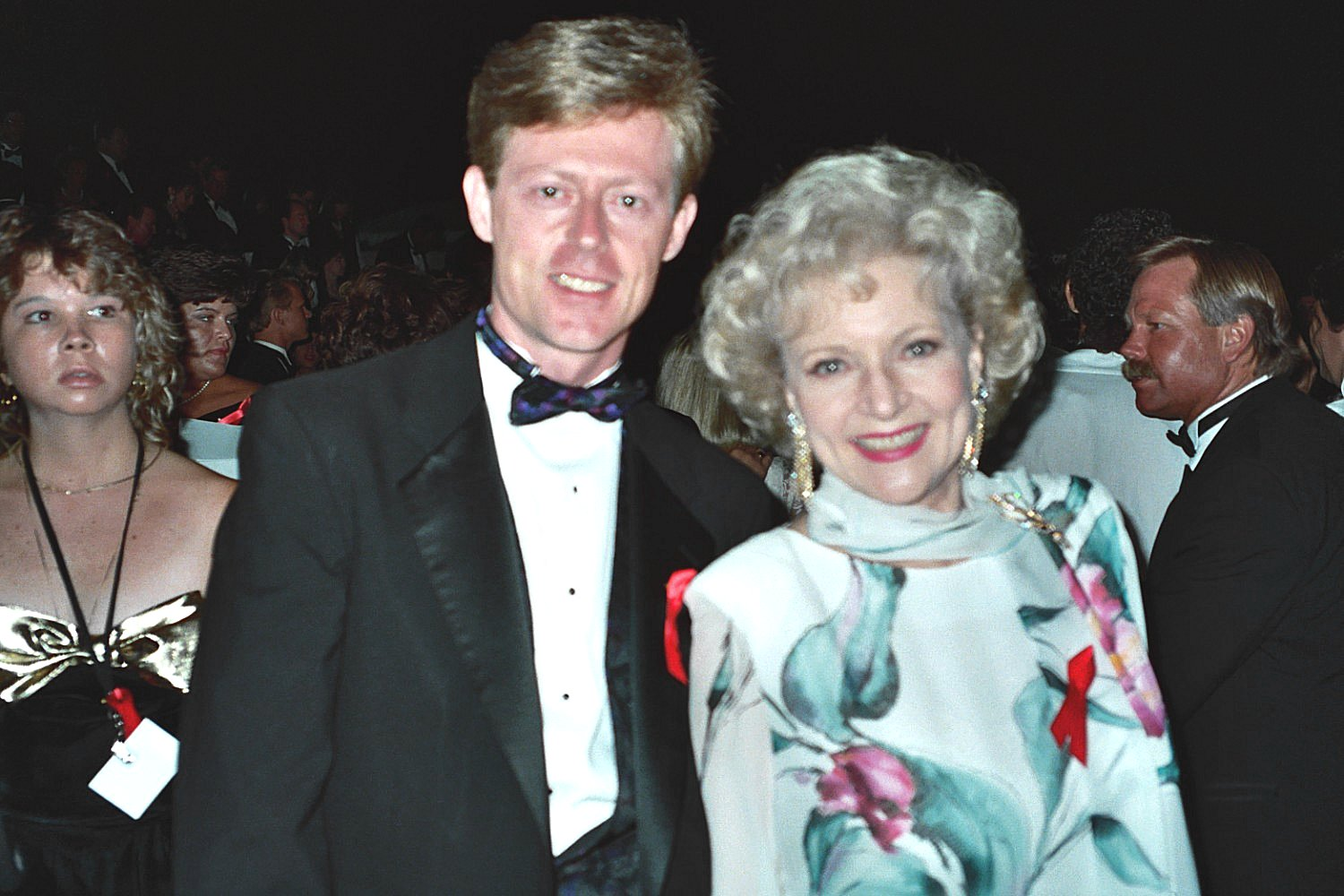
1992年のエミー賞授賞式にて

ホワイトはこれまでグラミー賞に加えて8つのエミー賞と3つのアメリカン・コメディ・アワード (生涯の功績をたたえる1990年の功労賞「Lifetime Achievement Award」他)、3つの映画俳優組合賞、またテレビ番組視聴者賞を2回受けてきた。1995年にはテレビの殿堂入りを果たし、同年ハリウッド・ウォーク・オブ・フェームに星が授けられ、位置は夫アレン・ルーデンの星のそばである（ハリウッド大通り6747番）。

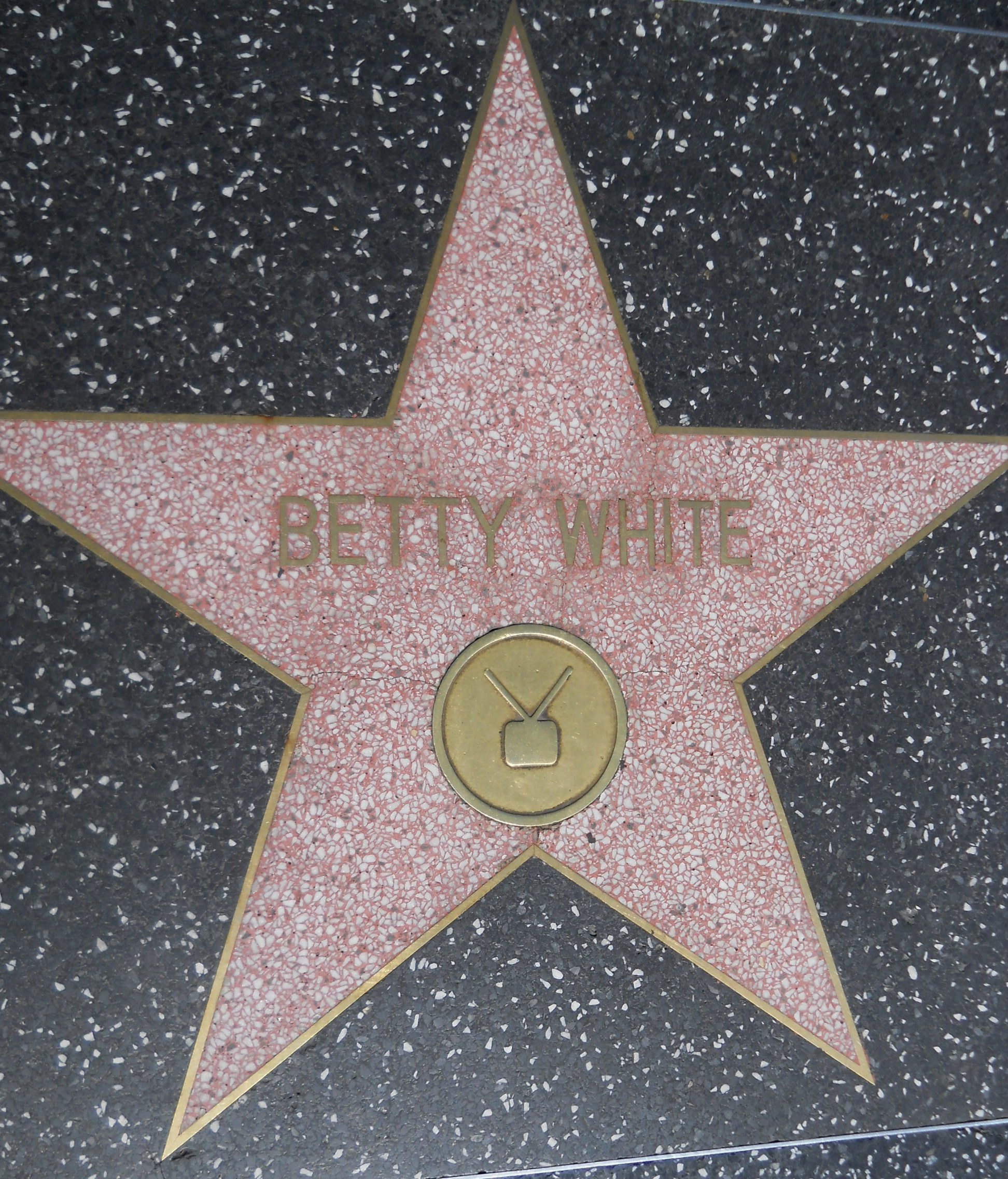
ハリウッド・ウォーク・オブ・フェームのホワイトの星。(ハリウッド大通り6747番)

エミー賞受賞歴
- 1952 - 主演女優賞 (コメディ部門) - Life With Elizabeth
- 1975 - 助演女優賞 - The Mary Tyler Moore Show
- 1976 - 助演女優賞  - The Mary Tyler Moore Show
- 1983 - デイタイム・エミー賞ゲーム番組司会者賞 - Just Men!
- 1986 - 主演女優賞 (コメディ部門) - en:The Golden Girls
- 1996 - ゲスト女優賞(コメディ・シリーズ) - The John Larroquette Show
- 2010 - ゲスト女優賞(コメディ・シリーズ）- 「サタデー・ナイト・ライブ」司会に対して

全米映画俳優組合賞
- 2009 - 生涯功労賞

グラミー賞
- 2011 (第54回) - 最優秀スポークン・ワード・アルバム賞 - 自著『If You Ask Me (And Of Course You Won't)』[15]に対して[16]

## 出演作品
| - Hollywood on Television (1949年–1950年) - en:Life with Elizabeth (1953年–1955年) - The Betty White Show (1954年) - Make the Connection (1955年) - Date with the Angels (1957年–1958年) - The Betty White Show (1958年) - The Jack Paar Show (1959年–1962年) - To Tell the Truth (1961年) - Your First Impression (1963年) - Password (1961年–1975年) - What's My Line? - Concentration (1965年12月24日放送分) - The Pet Set (1971年–1972年) - 大統領のスキャンダル Vanished (1971年、カメオ出演) - マッチ・ゲーム Match Game / Match Game PM (1973年–1982年) - The Mary Tyler Moore Show (1973年–1977年) - Tattletales (1974年–1978年) - The Jacksons (1977年、カメオ出演) - Liar's Club (1976年–1978年) - The Betty White Show (1977年–1978年) - Dean Martin Celebrity Roast: Betty White (1978年) - With This Ring (1978年) - The Gossip Columnist (1979年) - The Best Place to Be (1979年) - Before and After (1979年) - Password Plus (1979年–1982年) - The (New) $25,000 Pyramid (1982年–1988年) - Eunice (1982年) - Just Men! (1983年) - Mama's Family (1983年–1985年・1986年) - Body Language (1984年–1986年) - Trivia Trap (1985年) - Who's the Boss (1985年、Bobby Barnesとして2話分出演) - The $100,000 Pyramid (1985年–1988年) - ゴールデン・ガールズ The Golden Girls (1985年–1992年) - Super Password (1985年–1989年) - Santa Barbara (1988年) - Another World (1988年) - To Tell the Truth (1990年–1991年) - Chance of a Lifetime (1991年) - The Golden Palace (1992年–1993年) - Bob (1993年) - Diagnosis: Murder (1994年) - ファミリー・フュード Family Feud (1995年) - Maybe This Time (1995年–1996年) - The Story of Santa Claus (1996年) - A Weekend in the Country (1996年) - Hercules: The Animated Series (1998年) - Me & George (1998年) - The Lionhearts (1998年–1999年、声の出演) - Ladies Man (1999年–2000年) - ザ・シンプソンズ The Simpsons (2000年の「愛の伝道師ホーマー南の島へ」（原題： "Missionary: Impossible" ）と、2007年の"Homerazzi" に出演) - アリー my Love Ally McBeal (2000年) - The Wild Thornberrys: The Origin of Donnie (2001年) - The Retrievers (2001年) - ザット'70sショー That '70s Show (2002年–2003年) - バットマン&ロビン ザ・リターン Return to the Batcave: The Misadventures of Adam and Burt (2003年) - Stealing Christmas (2003年) - マルコム in the Middle Malcolm in the Middle (c. 2002年–2003年) - ハリウッド・スクエア Hollywood Squares – Game Show Week Part 2 (2003年) - エバーウッド 遥かなるコロラド Everwood(2003年-2004年) - Complete Savages (2004年–2005年) - ザ・プラクティス ボストン弁護士ファイルThe Practice –(2004年、キャサリン・パイパー役) - ボストン・リーガル Boston Legal – (2005年–2006年・2008年、キャサリン・パイパー役) - Annie's Point (2005年) - Family Guy(2006年、"Peterotica"にゲスト出演 ) - Gameshow Marathon (2006年) - ザ・レイト・レイト・ショー・ウィズ・クレイグ・ファーガソン The Late Late Show with Craig Ferguson - Comedy Central Roast of William Shatner - The Golden Girls: Their Greatest Moments (2003年) - ビリー&マンディ The Grim Adventures Of Billy And Mandy (2003年) - My Wife and Kids – June Hopkins (2004年) - The Bold and the Beautiful – (2006年–2007年・2008年・2009年、アン・ダグラス役) - Ned's Declassified School Survival Guide (2006年、Miss Knapp役) - Back to the Grind (2007年、ゲスト出演) - アグリー・ベティ Ugly Betty (2007年・2008年) - Pioneers of Television (2008年) - Million Dollar Password (2008年) - マイネーム・イズ・アール My Name is Earl (2009年、『カムデンの魔女屋敷』(原題："Witch Lady" )に出演） - レイト・ナイト・ウィズ・ジミー・ファロン Late Night with Jimmy Fallon (2009年・2010年) - Chelsea Lately (2009年) - Kathy Griffin: My Life on the D-List (2009年) - Glenn Martin, DDS (2009年・2010年) - 30 Rock / サーティー・ロック 30 Rock (2009年) - Lopez Tonight (2010年) - The Ellen Degeneres Show (2010年) - ザ・トゥナイト・ショー・ウィズ・ジェイ・レノ The Tonight Show with Jay Leno (2010年) - The Oprah Winfrey Show (2008年・2010年) - サタデー・ナイト・ライブ Saturday Night Live (2010年、第679回ホスト) - The Middle (2010年) - Hot in Cleveland (2010年–) - Community (2010年) - Inside the Actors Studio (2010年) - Pound Puppies (2010年–) - Operation Secret Santa(2010年、クラウス夫人の声) - The Lost Valentine (2011年) | - 野望の系列 Advise and Consent (1962年) - フラッド Hard Rain (1998年) - ホーリーマン Holy Man (1998年、カメオ出演) - Gaia Symphony II (1999年) - U.M.A レイク・プラシッド Lake Placid (1999年) - ストーリー・オブ・ラブ The Story of Us (1999年) - 子象物語 Whispers: An Elephant's Tale (2000年) - Tom Sawyer (2000年) - The Retrievers (2001年) - 女神が家（ウチ）にやってきた Bringing Down the House (2003年) - The Third Wish (2005年) - Annie's Point (2005年) - あなたは私の婿になる The Proposal (2009年) - Love N' Dancing (2009年) - 崖の上のポニョ (2009年) - You Again (2010年) - The Lorax (2012年) |

## 著作
- Betty White's Pet-Love: How Pets Take Care of Us (1983) (Thomas J. Watsonとの共著)
- Betty White In Person (1987)
- The Leading Lady: Dinah's Story (1991) ( Tom Sullivanとの共著)
- Here We Go Again: My Life In Television (1995,  2010年にペーパーバック版が再発行)
- If You Ask Me:(And of Course You Won't) (2011)